# Carles Tricaz Vila
Carles Tricaz Vilà (Barcelona, 19 de febrer de 1913 - Reus, 12 d'agost de 1980) va ser un periodista i funcionari català.
Fill del metge i polític Claudi Tricaz, nascut a Barcelona, i de Rosa Vilà Blanco (nascuda a Barcelona, filla de l'industrial tèxtil Juan Vilà Rubura), va residir a Reus des de molt petit, va estudiar a l'institut d'aquella ciutat i va obrir una botiga de llibres i material escolar al carrer de Monterols de Reus amb un soci, i que portava el nom de "Tricaz i Fumadó". La llibreria durà poc, i va fer oposicions a funcionari municipal, professió que va exercir fins a la seva jubilació. Interessat per la música i el teatre, en la postguerra va ser membre de l'Associació de Concerts, una entitat que cercava acostar la música als seus associats. D'aquesta entitat en va ser director. Va col·laborar des de la seva fundació amb el Semanario Reus, on feia les crítiques de teatre i música i dels espectacles que es representaven a la ciutat, i també portava la secció d'esports. El 1952 i 1953 va ser corresponsal a Reus del Diario Español de Tarragona, on signava normalment com "Juan de Gafe". Va col·laborar amb Ràdio Reus i va formar part de diverses directives de la Congregació de la Puríssima Sang. A l'ajuntament portava la secció d'arxiu i va ser el responsable d'una publicació municipal d'informació durant els darrers ajuntaments franquistes.